# PGC 57822
LEDA/PGC 57822 (auch NGC 6117B) ist eine Spiralgalaxie vom Hubble-Typ Sbc im Sternbild Corona Borealis am Nordsternhimmel. Sie ist schätzungsweise 394 Millionen Lichtjahre von der Milchstraße entfernt und hat einen Durchmesser von etwa 140.000 Lichtjahren. Gemeinsam mit NGC 6117 bildet sie ein optisches Galaxienpaar.
Im selben Himmelsareal befinden sich u. a. die Galaxien NGC 6108, NGC 6109, NGC 6110, NGC 6112.